# Nicolae I. Manolescu
Nicolae I. Manolescu (n. 11 aprilie 1907, Adjudul Vechi, Vrancea – d. 10 octombrie 1993, București) a fost un inginer român, membru corespondent (1991) al Academiei Române.